# Temrezli, Hayrabolu
Temrezli là một xã thuộc huyện Hayrabolu, tỉnh Tekirdağ, Thổ Nhĩ Kỳ. Dân số thời điểm năm 2011 là 310 người.